# Justin James (basket-ball)
Pour le joueur de baseball, voir Justin James.
Justin James, né le 24 janvier 1997 à Port Sainte-Lucie en Floride (États-Unis), est un joueur américain de basket-ball évoluant au poste d'ailier.

## Biographie

### Kings de Sacramento (2019-2021)
Justin James est drafté au second tour en 40e position de la draft 2019 de la NBA par les Kings de Sacramento.
Le 10 juillet 2019, il signe avec les Kings de Sacramento. Il est licencié le 15 août 2021.

### Jazz de l'Utah (2021)
En septembre 2021, il signe un contrat two-way en faveur du Jazz de l'Utah puis il est coupé début octobre 2021.
Fin décembre 2021, il signe un contrat court en faveur des Pelicans de La Nouvelle-Orléans mais n'y joue aucun match.

### Metropolitans 92 (2022-2023)
En décembre 2022, James est recruté par les Metropolitans 92, club français de première division basé à Levallois, pour pallier l'absence sur blessure d'Aaron Henry. Il quitte le club en mars 2023. 

## Statistiques

### Universitaires
| Saison    | Équipe   | Matchs | Titul. | Min./m | % Tir | % 3pts | % LF | Rbds/m. | Pass/m. | Int/m. | Ctr/m. | Pts/m. |
| --------- | -------- | ------ | ------ | ------ | ----- | ------ | ---- | ------- | ------- | ------ | ------ | ------ |
| 2015-2016 | Wyoming  | 31     | 3      | 16,6   | 41,8  | 35,8   | 56,5 | 2,10    | 0,80    | 0,30   | 0,40   | 5,10   |
| 2016-2017 | Wyoming  | 37     | 6      | 26,2   | 46,2  | 41,9   | 76,2 | 5,00    | 2,20    | 0,80   | 0,50   | 16,00  |
| 2017-2018 | Wyoming  | 32     | 32     | 31,2   | 47,2  | 30,8   | 72,6 | 6,00    | 3,10    | 1,10   | 0,50   | 18,90  |
| 2018-2019 | Wyoming  | 32     | 32     | 38,2   | 40,9  | 29,6   | 74,1 | 8,50    | 4,40    | 1,50   | 0,60   | 22,10  |
| Carrière  | Carrière | 132    | 73     | 28,1   | 44,2  | 33,7   | 73,1 | 5,40    | 2,60    | 0,90   | 0,50   | 15,60  |

### Professionnelles

#### Saison régulière
| Saison    | Équipe     | Matchs | Titul. | Min./m | % Tir | % 3pts | % LF | Rbds/m. | Pass/m. | Int/m. | Ctr/m. | Pts/m. |
| --------- | ---------- | ------ | ------ | ------ | ----- | ------ | ---- | ------- | ------- | ------ | ------ | ------ |
| 2019-2020 | Sacramento | 36     | 0      | 6,4    | 41,7  | 31,0   | 47,6 | 0,90    | 0,50    | 0,20   | 0,30   | 2,50   |
| 2020-2021 | Sacramento | 36     | 0      | 8,6    | 46,8  | 36,8   | 58,3 | 0,80    | 0,60    | 0,20   | 0,10   | 3,90   |
| Carrière  | Carrière   | 72     | 0      | 7,5    | 44,6  | 34,3   | 54,4 | 0,90    | 0,60    | 0,20   | 0,20   | 3,20   |